# Meteorologiåret 1987

## Händelser

### Januari
- Januari - Flera europeiska stater drabbas av en köldvåg. Ett 100-tal personer fryser ihjäl i Sovjetunionen, och Rhônedalen i Frankrike har -10 °C [1].
- 7 januari - Det råder mycket sträng kyla i Sverige och denna dag uppmäts -48 °C i Nattavaara, medan Kiruna, Boden och Luleå har -35 °C [1].
- 10 januari
  - Med - 47,7 °C vid Storsjö kapell, Sverige uppmäts köldrekord för Härjedalen [2].
  - Med - 45,8 °C i Junsele, Sverige uppmäts köldrekord för Ångermanland [3].
  - Med - 43,6 °C i Ytterhogdal, Sverige tangeras köldrekordet för Hälsingland från 1978 [4].
  - I Kårsta, Sverige uppmäts -38.6 [5].
- 11 januari - I Sverige drabbas Götaland av ett snöoväder som snart isolerar Öland, Gotland, östra Småland och Österlen i Skåne där det är -20 °C i Tomelilla, medan Riksgränsen har nollgradigt -35 °C [1].
- 11–14 januari – Kraftiga snöfall drabbar sydöstra England.
- 12 januari – I La Brévine, Schweiz uppmäts temperaturen −41.8 °C (−43.2 °F) vilket blir Schweiz lägst uppmätta temperatur någonsin [6].
- 14 januari - Uttdragna snöfall i Småland, Sverige under månadens första hälft ger ett snödjup på med 105 centimeter i Oskarshamn. Trafiken lamslås [7].
- 31 januari - I Herrvik på den svenska ön Gotland noteras med 112 centimeter öns största nedtecknade snödjup [8].

### Februari
- 20 februari – I Hall Land, Grönland uppmäts temperaturen - 51.7 °C, vilket blir Grönlands lägst uppmätta temperatur för månaden [9].

### Mars
- 7 mars – En värmebölja härjar i Twin Cities i Minnesota, USA [10].
- 13 mars - Stora delar av  Östersjön ligger fortfarande istäckt [11].

### April
- 1 april – Snövindar och tornado i White Fish Bay i Minnesota, USA förstör ett tak [12].

### Maj
- 22 maj – 29 personer, de flesta barn dödas då en tornado drar fram över Saragosa i Texas, USA.[13]

### Juni
- Juni
  - Sverige upplever en mycket kall midsommar, med + 11°C i Stockholm och nära 0 °C i inre Norrland [14].
  - En mängd på 278 nederbörd faller över Klövsjö, Sverige vilket innebär svenskt månadsnederbörd för månaden [15].

### Juli
- Juli – I Aba Hamed, Sudan uppmäts temperaturen + 49.5°C (121.1°F), vilket blir Sudans dittills högst uppmätta temperatur någonsin [16].
- 15 juli - Minst 23 personer omkommer då en campingplats i Le Grand Bornand i Frankrike begravs under lera och vattenmassa efter svåra skyfall.[13]
- 23-24 juli – Den största översvämningen någonsin i Twin Cities i Minnesota, USA härjar [17].
- 28 juli - Veckolång värmebölja i Aten i Grekland med 900 döda som resultat.

### September
- September - Snö faller i Götaland, Sverige [18].
- 27 september – Tidigt snöfall över Dalsland, Sverige [19].

### Oktober
- Oktober - Den döende tropiska Orkanen Floyd orsakar den värsta stormen i London i England, Storbritannien sedan 1703 [20].
- 6 oktober – Snö faller över Arrowheadregionen i Minnesota, USA [21].

### November
- 14 november – Södra Minnesota, USA upplever väder varmt nog för golf, fiske och vindsurfing [22].

## Avlidna
- 14 april – Olaf Devik, norsk geofysiker och meteorolog.

### Fotnoter
1. 1 2 3  Horisont 1987, Bertmarks förlag, sidan 11 - Minus 48 nära rekord
2. ↑  SMHI
3. ↑  SMHI
4. ↑  ”SMHI”. Arkiverad från originalet den 28 januari 2015. https://web.archive.org/web/20150128113357/http://www.smhi.se/kunskapsbanken/meteorologi/halsinglands-klimat-1.4970. Läst 4 februari 2011.
5. ↑  SMHI
6. ↑  ”Weather in Switzerland”. High-end-travel-switzerland.com. Arkiverad från originalet den 13 februari 2010. https://web.archive.org/web/20100213104517/http://www.high-end-travel-switzerland.com/Weather-in-Switzerland.html. Läst 20 augusti 2010.
7. ↑  SMHI
8. ↑  SMHI
9. ↑  DMI
10. ↑  ”Arkiverade kopian”. Arkiverad från originalet den 11 juni 2014. https://web.archive.org/web/20140611100013/http://climate.umn.edu/pdf/day_in_weather_history/march_wx_history.pdf. Läst 26 januari 2015.
11. ↑  Årsbok 87, Bra Böcker
12. ↑  ”Arkiverade kopian”. Arkiverad från originalet den 16 juli 2010. https://web.archive.org/web/20100716104244/http://www.climate.umn.edu/pdf/day_in_weather_history/april_wx_history.pdf. Läst 16 februari 2011.
13. 1 2   Horisont 1987. Bertmarks
14. ↑  SMHI
15. ↑  SMHI Arkiverad 26 augusti 2010 hämtat från the Wayback Machine.
16. ↑  Masters, Jeff (7 augusti 2010). ”National heat records set in 2010”. Weather Underground. Arkiverad från originalet den 20 augusti 2010. https://web.archive.org/web/20100820002618/http://www.wunderground.com/blog/JeffMasters/comment.html?entrynum=1569. Läst 4 februari 2011.
17. ↑  ”Arkiverade kopian”. Arkiverad från originalet den 21 juli 2010. https://web.archive.org/web/20100721153842/http://climate.umn.edu/pdf/day_in_weather_history/july_wx_history.pdf. Läst 16 februari 2011.
18. ↑  SMHI
19. ↑  SMHI
20. ↑  ”SMHI”. Arkiverad från originalet den 25 augusti 2010. https://web.archive.org/web/20100825210840/http://www.smhi.se/kunskapsbanken/meteorologi/tropiska-orkaner-kan-paverka-vadret-i-sverige-1.7279. Läst 15 februari 2011.
21. ↑  ”Arkiverade kopian”. Arkiverad från originalet den 26 juli 2010. https://web.archive.org/web/20100726102332/http://www.climate.umn.edu/pdf/day_in_weather_history/october_wx_history.pdf. Läst 16 februari 2011.
22. ↑  ”Arkiverade kopian”. Arkiverad från originalet den 16 juli 2010. https://web.archive.org/web/20100716104924/http://www.climate.umn.edu/pdf/day_in_weather_history/november_wx_history.pdf. Läst 16 februari 2011.